# Interagerende dubbelster
Interagerende dubbelsterren zijn dubbelsterren, die een significante wisselwerking tussen hun componenten vertonen, die verder gaat dan alleen de wisselwerking door de zwaartekracht tussen de componenten. De wisselwerking kan plaatsvinden door massa-overdracht tussen de sterren, door het effect van elektromagnetische straling of van elementaire deeltjes, of door getijdenkrachten.
Door de wisselwerking tussen de sterren kan de evolutie van de sterren op een manier gebeuren die niet voor komt bij aparte sterren. Interagerende dubbelsterren worden ook wel minder correct nauwe dubbelsterren genoemd.

## Wisselwerking door massa-overdracht

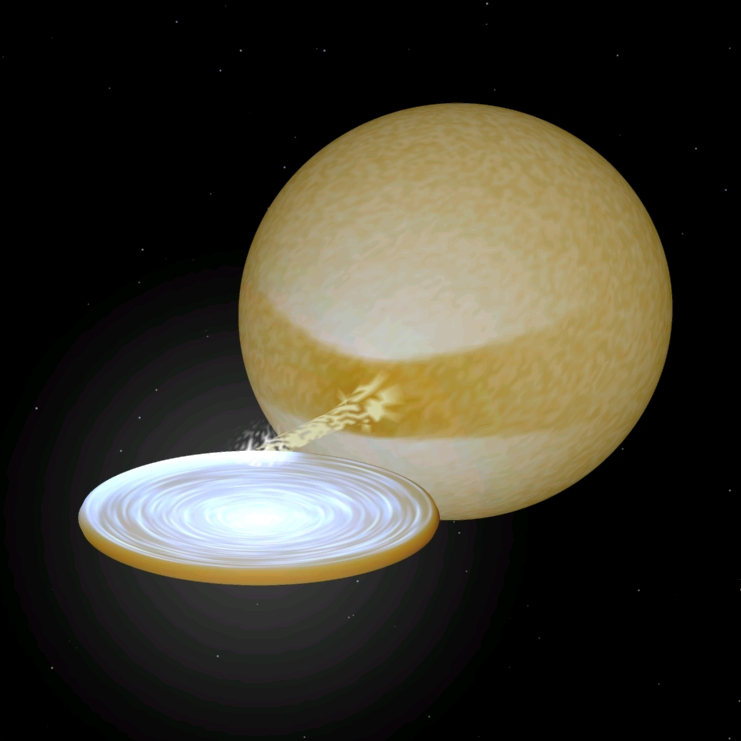
Artist's impression van een lage-massa röntgendubbelster (low-mass X-ray binary, LMXB)

Massa-overdracht tussen de componenten van een dubbelster kan gebeuren door sterrenwind of door het overschrijden van de Rochelimiet. 
Bij een windaccretie stroomt een wind vanaf een massieve ster en wordt door het zwaartekrachtsveld van de begeleider naar deze ster gestuurd. Wegens het behoud van impulsmoment vormt zich een accretieschijf rond de ster die massa ontvangt van waaruit materie op de ster valt. De hoeveelheid massa die overgebracht wordt is meestal te klein om de evolutie van de sterren te beïnvloeden, maar veel van de uitbarstingen van eruptief veranderlijke sterren worden door windaccretie veroorzaakt.
Als een van de sterren van een dubbelstersysteem groter wordt dan de Rochelimiet zijn delen van de steratmosfeer niet meer door zwaartekracht aan de ster gebonden. Deze delen kunnen het dubbelstersysteem verlaten, maar meestal gaan ze via een accretieschijf over op de begeleider. Deze massa-overdracht leidt tot een verandering van de halve lange as van de baan, van de massa van de componenten, en een verandering van de rotatieperiode van de componenten. Door de overdracht van massa kan de chemische samenstelling van de steratmosferen veranderen, zoals bij een Bariumster of kan de evolutie van de sterren anders gaan verlopen dan bij aparte sterren het geval is. Voorbeelden hiervan zijn hete subdwergen, blauwe achterblijvers en een deel van de supernova's van type Ia.
Tot de interagerende dubbelster met actieve massaoverdracht tussen de componenten behoren:
- Algol-veranderlijken
- Beta Lyrae-veranderlijken
- Dubbelperiodische variabelen
- Cataclysmisch variabele sterren
- Röntgendubbelsterren
- Symbiotische dubbelsterren
- Colliding-Wind Binaries

## Wisselwerking door getijdenkrachten
De getijdenkrachten vervormen de sterren en beïnvloeden de lichtkrommes van het dubbelstersysteem, dat dan tekenen van een ellipsoidaal veranderlijke ster vertoont. Daarnaast leiden de getijdenkrachten tot een synchronisatie van de rotatieperiode van de sterren met de omlooptijd van de sterren. Oudere sterren in een nauw dubbelstersysteem roteren daardoor aanzienlijk sneller dan aparte sterren van dezelfde leeftijd en omdat de rotatie de oorzaak is van magnetische activiteit in de chromosfeer van deze sterren vertonen deze sterren in interagerende dubbelsterren sterke aanwijzingen van chromosferische activiteit in de vorm van sterrenvlekken, coronale massa-uitbarstingen, flares, en radio-uitbarstingen.
Veel soorten veranderlijke sterren met magnetische activiteit komen daarom in grotere mate voor in interagerende dubbelsterren, zoals vlamsterren, BY Draconis sterren, en RS Canum Venaticorum sterren.
De gebonden rotatie in nauwe dubbelsterren beïnvloedt ook de menging in de binnenste delen van de sterren en daarmee de samenstelling van de in de kern voor nucleosynthese beschikbare materie. Dit leidt tot een veranderde evolutie van de sterren onafhankelijk van een massatransfer tussen de componenten. 

## Wisselwerking door straling

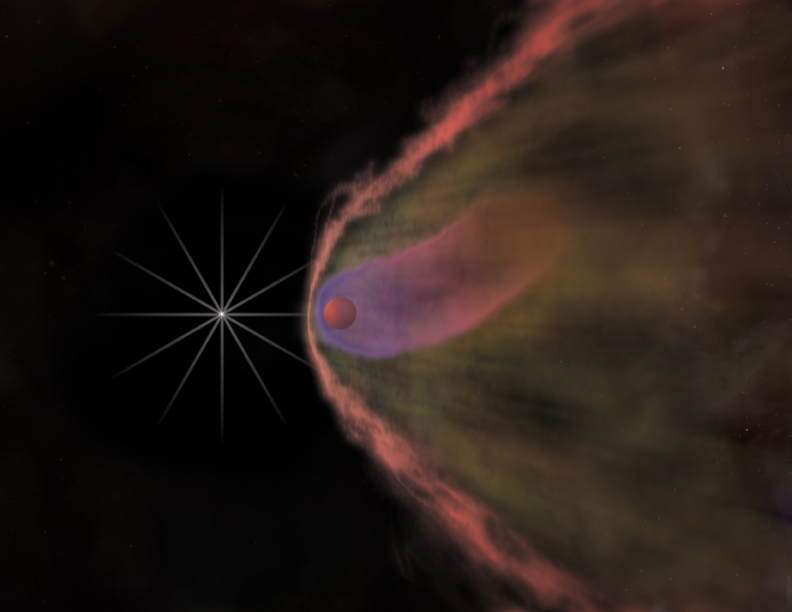
Schematische voorstelling van de eclipserende dubbelster millisecondepulsar PSR B1957+20. De straling van de millisecondepulsar verdampt materie op het oppervlak van de begeleider, die door middel van de sterrenwind het systeem verlaat

De verandering in de evolutie komt voor als bijvoorbeeld een millisecondepulsar een van de componenten van een nauwe dubbelster is. Door het verhitten van de kant die naar de pulsar is gericht kan in extreme gevallen zelfs de begeleider verdampen. Dit is het geval bij de Black widow pulsars, waar straling van deeltjes afkomstig van de pulsar de begeleider binnen enkele miljoenen jaren kan verdampen. In andere gevallen heeft straling van een van de componenten alleen invloed op de lichtkromme, die het effect van de verlichting van de ene component door de andere laten zien, waarbij een kant van de ontvangende component helderder wordt. Deze ster reageert daarop met een expansie van de steratmosfeer, waardoor deze groter kan worden dan de Rochelimiet.

## Wisselwerking in een gemeenschappelijk omhulsel
Alle genoemde varianten komen voor bij dubbelsterren met een gemeenschappelijk omhulsel. Daarbij horen de W Ursae Majoris-sterren waarvan de componenten verborgen zijn binnen een gemeenschappelijk omhulsel met een gemeenschappelijke effectieve temperatuur. Deze gemeenschappelijke temperatuur wordt bepaald door een nog niet begrepen energietransport in de atmosfeer van de sterren. Wanneer een van de componenten zich in de atmosfeer van de andere ster bevindt wordt dit een Common Envelope genoemd. Afhankelijk van de massaverhouding van de sterren en de ontwikkelingsfase ervan kan dit tot verschillende situaties leiden. Als beide sterren versmelten leidt dit tot een lichtsterke rode nova (luminous red nova). Als een neutronenster versmelt met een gewone ster dan is het hypothetische resultaat een Thorne-Żytkow-object.